# Apple Music

Logo des zu Apple Music gehörenden Radiosenders Apple Music 1

Apple Music ist ein Musikstreaming-Dienst von Apple. Er wurde am 8. Juni 2015 auf der WWDC 2015 im Moscone Center in San Francisco vorgestellt und ist seit dem 30. Juni 2015 in 100 Ländern verfügbar, darunter auch in Deutschland, Österreich und der Schweiz.

## Konzept
Der Dienst bietet für eine monatliche Gebühr von 10,99 Euro, bzw. 5,99 Euro für Studenten oder 16,99 Euro für ein Familienabo (bis zu 6 Nutzer), den Zugriff auf den Apple-Music-Katalog mit über 100 Millionen Titeln. Seit 2022 gibt es auch das Abonnement „Voice“ für 4,99 Euro, bei welcher der Dienst jedoch nur mit Apples Sprachassistenten Siri bedient werden kann. Die Mediathek von Apple Music basiert auf der von iTunes. Apple Music darf (allerdings nicht gleichzeitig) auf bis zu zehn Geräten genutzt werden. Dabei ist dies unter anderem auf bis zu fünf Computern möglich. Der Dienst teilt sich in verschiedene Funktionen auf. Künstler sollen auf der Plattform Musik veröffentlichen, Fotos und Videos hochladen und Nachrichten verbreiten können.
Mit der Funktion „Jetzt hören“ wird dem Nutzer Musik empfohlen. Die Empfehlungen richten sich sowohl danach, was für Musik er im iTunes Store gekauft hat, als auch danach, welche Lieder er auf Apple Music wiedergegeben und welche er mit „Mag ich“ oder „Gefällt mir nicht“ markiert hat. Hier werden mit einem Algorithmus automatisch generierte Musikvorschläge  als auch von DJs zusammengestellte Playlists präsentiert.
In der „Entdecken“-Funktion wird vor kurzem veröffentlichte Musik vorgestellt. Diese kann nach Beliebtheit oder nach Musikrichtung sortiert werden. Es werden neue Alben, Singles und Musikvideos vorgestellt. Die Empfehlungen beinhalten sowohl Musik basierend auf der geografischen Lage als auch beliebte ältere Musik.
Für die Radio-Funktion wird (Stand 2019) lediglich eine Apple-ID benötigt, jedoch kein kostenpflichtiges Apple-Music-Abo. Es kann sowohl das von Apple stark beworbene Apple Music-1-Radio genutzt werden als auch Radiostationen, die eine ausgewählte Musikrichtung spielen. Ohne kostenpflichtige Mitgliedschaft ist es nur in begrenztem Umfang möglich, Tracks zu überspringen. Der Radiosender Apple Music 1 wird rund um die Uhr unter anderem von Zane Lowe in Los Angeles (ehemaliger BBC-Radio-1-Moderator) und Ebro Darden in New York City (Hip-Hop-DJ) moderiert. Weiterhin können auch lokale Radiosender gespielt werden.
In der „Mediathek“-Sektion kann die gespeicherte Musik eingesehen werden. Hier kann die Musik je nach Album, Interpret, Lied, Playlist, Genre, Komponist und Kompilation sortiert werden. Es kann zusätzlich ein Filter für die zur Offline-Nutzung gespeicherte Musik aktiviert werden.
Auch können Playlists erstellt werden. Diese können mit einem Bild und mit einer Beschreibung versehen werden. Auch Playlists von anderen Nutzern können hinzugefügt werden.
Seit iOS 11 kann jeder Apple Music Nutzer sich ein Profil erstellen. Hier können Playlists und das aktuelle Hörverhalten veröffentlicht werden. Nutzer können auch andere Nutzer finden und diesen folgen. Hierfür kann man das Profil mit Facebook verbinden.
Die Mitgliedschaft beinhaltet die iTunes-Match-Funktion. Musik, die nicht bei Apple Music verfügbar ist, sich aber in der iTunes-Bibliothek des Nutzers befindet, wird automatisch in die iCloud hochgeladen, sodass auch diese Lieder auf allen synchronisierten Geräten verfügbar sind. 2015 konnten bis zu 100.000 Lieder hochgeladen werden.

### Originaler Content für Deutschland
Am 17. Juni 2020 wurde die erste Episode von „HYPED Radio“ auf Apple Music veröffentlicht, der ersten On-Demand-Radiosendung aus Deutschland. Sie wurde von Aria Nejati moderiert. Am 10. Juli 2020 folgte „New Music Daily Deutschland Radio“, die deutsche Version der internationalen Apple Music 1 Radioshow „New Music Daily Radio“. Die Show wurde von Aisha, einer deutschen Singer-Songwriterin und Radiomoderatorin moderiert und erschien wöchentlich am Freitag.

## Verfügbarkeit

Icon der App (iOS 17)

Der Dienst ist seit dem 30. Juni 2015 für iOS, watchOS, macOS, tvOS  und Windows verfügbar, eine Android-Version folgte im Herbst 2015. Apple startete somit – obwohl die Struktur und Ressourcen seit 2003 gegeben waren – erst 12 Jahre später mit dem Musikstreaming, da Firmengründer Steve Jobs eine ablehnende Haltung gegenüber Musikstreaming hatte. Er argumentierte auf dem Apple Special Event 2003, dass man im Gegensatz zu einem Film ein Lied sein ganzes Leben lang höre und nicht nur ein paarmal. So sei es sinnlos, ein Abo abzuschließen das lediglich ein Zugriffsrecht erlaubt aber die persönliche Verwendung (CDs brennen, in Homemovies verwenden etc.) untersagt.
Im Gegensatz zu anderen Streaming-Diensten konnte anfangs auf Apple Music nicht mit einem Webbrowser zugegriffen werden, was die Verwendung eines Clients, für Windows und OS X iTunes, erforderlich macht. Die übertragende Musik wird mit dem FairPlay-Kopierschutz geschützt und kann so nach dem Stream nicht von anderen Programmen verwendet werden. Dabei wird eine Streamingqualität von 256 kbit/s im AAC-Format verwendet (Gleichwertig zu MP3 mit 320 kbit/s). Am 17. Mai 2021 kündigte Apple an, dass Apple Music ab Juni 2021 Lossless Audio durch 3D-Audio mit Unterstützung für Dolby Atmos ohne zusätzliche Kosten anbieten wird.
Auf der Worldwide Developers Conference 2018 stellte Apple mit MusicKit ein JavaScript-Framework vor, mit dem auch über den Browser auf Tracks und Alben zugegriffen werden kann.

## Kontroversen

### Wettbewerbsrechtliche Bedenken
Bereits vor der Veröffentlichung des Dienstes wurde durch Wettbewerbsbehörden in den US-Bundesstaaten New York und Connecticut geprüft, ob Apple Druck auf die Labels ausgeübt hat, um Gratis-Angebote bei Konkurrenten wie Spotify einzustellen.
Im September 2019 berichtet die New York Times, dass Apple seine eigenen Apps in der Suche des App Stores bevorteilt. Vor der Veröffentlichung sei Spotify bei Suchbegriffen wie „music“ stets als erstes Suchergebnis erschienen. Nach Markteinführung von Apple Music sei Spotify trotz höherer Downloadzahlen auf den 23. Platz zurückgefallen. Dabei seien acht verschiedene Apple-Apps, darunter Apple Music und diverse iTunes-Apps, auf den ersten Plätzen gelandet.
Im April 2021 kam die europäische Wettbewerbsaufsicht zum vorläufigen Ergebnis, dass Apple seine marktbeherrschende Stellung im Bereich des Vertriebs von Musikstreaming-Apps über seinen „App Store“ missbraucht und dadurch den Wettbewerb auf dem Musikstreaming-Markt zum Nachteil von Konkurrenten wie Spotify oder Deezer verfälscht hat.

### Vergütung der Künstler
Am 21. Juni 2015 veröffentlichte die Künstlerin Taylor Swift einen offenen Brief an Apple, in dem die fehlende Vergütung der Künstler während der drei Monate langen Probephase, die für den Nutzer kostenlos ist kritisiert wurde. Sie argumentierte: „Wir fordern von euch ja auch keine kostenlosen iPhones. Also fragt nicht, ob wir euch unsere Musik ohne Vergütung zur Verfügung stellen.“ (“We don’t ask you for free iPhones. Please don’t ask us (recording artists) to provide you with our music for no compensation.”) Einen Tag später meldete sich daraufhin Eddy Cue, der Senior Vice President of Internet Software and Services von Apple, über Twitter, um eine Änderung der Geschäftspraktiken seitens Apple bekannt zu geben. Es werden jetzt Künstler auch während der kostenlosen Probephase für die Streams vergütet. (“Apple Music will pay artist for streaming, even during customer’s free trial period”.) Daraufhin entschied sich Taylor Swift, ihr neues Album 1989 über Apple Music zu veröffentlichen. Swift merkte zudem an, dass alle Künstler jetzt vergütet werden und dass sie keine exklusive Vereinbarung mit Apple hat. Was in ihrer Sicht auch der Grund ist: „… warum es sich zum ersten Mal gut anfühlt, ein Album über einen Streaming Service anzubieten.“ (“After the events of this week, I’ve decided to put 1989 on Apple Music… And happily so”, “the first time it’s felt right in my gut to stream my album”).